# Pluto e gli scoiattoli in guanti bianchi
Pluto e gli scoiattoli in guanti bianchi (Food for Feudin') è un film del 1950 diretto da Charles A. Nichols. È un cortometraggio animato della serie Pluto, prodotto dalla Walt Disney Productions e uscito negli Stati Uniti il 11 agosto 1950, distribuito dalla RKO Radio Pictures. A partire dagli anni novanta è più noto come Un motivo per bisticciare e Motivo per bisticciare.

## Trama
Dopo che Cip e Ciop hanno riempito di ghiande l'albero cavo dove abitano, Pluto arriva sul posto con tre ossi in bocca. Il cane seppellisce due degli ossi sottoterra e il terzo nella pianta dove Cip e Ciop abitano. Così facendo i due scoiattoli si ritrovano bloccati nell'albero insieme alle ghiande e, cercando di liberarsi, fanno uscire l'osso e tutte le ghiande, che rotolano verso la cuccia di Pluto, insieme a Cip e Ciop. Essi cercano di riprendersele mentre Pluto dorme, ma scivolano sul collare del cane, che si mette ad inseguirli abbaiando. Per sfuggirgli, Cip e Ciop si nascondono in due grossi guanti da giardiniere per poi fare una serie di scherzi a Pluto, tra cui lanciare una palla lontano per distrarlo e permettere ai due scoiattoli di riprendersi le ghiande. Il piano riesce, ma Ciop fa scoprire a Pluto il trucco. Quest'ultimo intrappola Ciop mettendogli sopra la sua zampa destra, spingendo Cip a mettersi sopra la zampa destra affinché lui lo blocchi con la sinistra. La gag continua così finché Pluto si ritrova con i guanti sulle zampe e le dita incastrate. Cip e Ciop decidono di provare la stessa cosa, ritrovandosi anche loro con le dita incastrate.

## Distribuzione

### Edizioni home video

#### VHS
- Le avventure di Cip e Ciop (aprile 1985)[1]
- Le avventure di Cip e Ciop (settembre 1989)[2]

#### DVD
- Cip e Ciop - Guai in vista
- Topolino che risate! - Volume 1